# اچ‌ام‌ای‌اس وارنمبل (اف‌سی‌پی‌بی ۲۰۴)
اچ‌ام‌ای‌اس وارنمبل (اف‌سی‌پی‌بی ۲۰۴) (به انگلیسی: HMAS Warrnambool (FCPB 204)) یک کشتی است که طول آن ۱۳۷٫۶ فوت (۴۱٫۹ متر) می‌باشد.